# Jönköpings-Posten
Lo Jönköpings-Posten (abbreviato in JP) è un periodico liberale con sede a Jönköping in Svezia.

## Panoramica
Jönköpings-Posten venne pubblicato per la prima volta il 17 gennaio 1865. Circolante a Jönköping, esce sei giorni a settimana, da lunedì a sabato. D'istanza liberale, esce in formato broadsheet.
Stig Fredrikson è uno degli ex caporedattori dello Jönköpings-Posten.
Jönköpings-Posten ebbe una circolazione di 32800 copie nel 2012 e una di 31,400 l'anno successivo.